# Posso chiamarti amore?
Posso chiamarti amore? è una miniserie TV del 2004, diretta dal regista Paolo Bianchini, la cui prima puntata andò in onda il 26 dicembre 2004 su Rai 1.

## Trama
Dramma innescato dal crack finanziario di una piccola società discografica a conduzione familiare, con alcuni risvolti da giallo. Una donna di buona famiglia percepisce la crisi del proprio matrimonio ma viene colta di sorpresa dalla morte del marito, vittima dell'usura per debiti di gioco. Al funerale conosce un amico del marito dal passato oscuro, un laureato che lavora come muratore, ricercato dalla polizia, del quale la donna si innamorerà presto, affascinata dalla sua schiettezza e bontà d'animo.